# Alexander Burnes
El capitán sir Alexander Burnes Kt FRS (16 de mayo de 1805 - 2 de noviembre de 1841) fue un explorador y diplomático escocés asociado con el Gran Juego. Fue apodado  Bokhara Burnes  por su papel en el establecimiento de contacto y la exploración de Bujará, lo que hizo su nombre. Sus memorias, Travels into Bokhara, fueron un éxito de ventas cuando se publicaron por primera vez en 1835.

## Primeros años

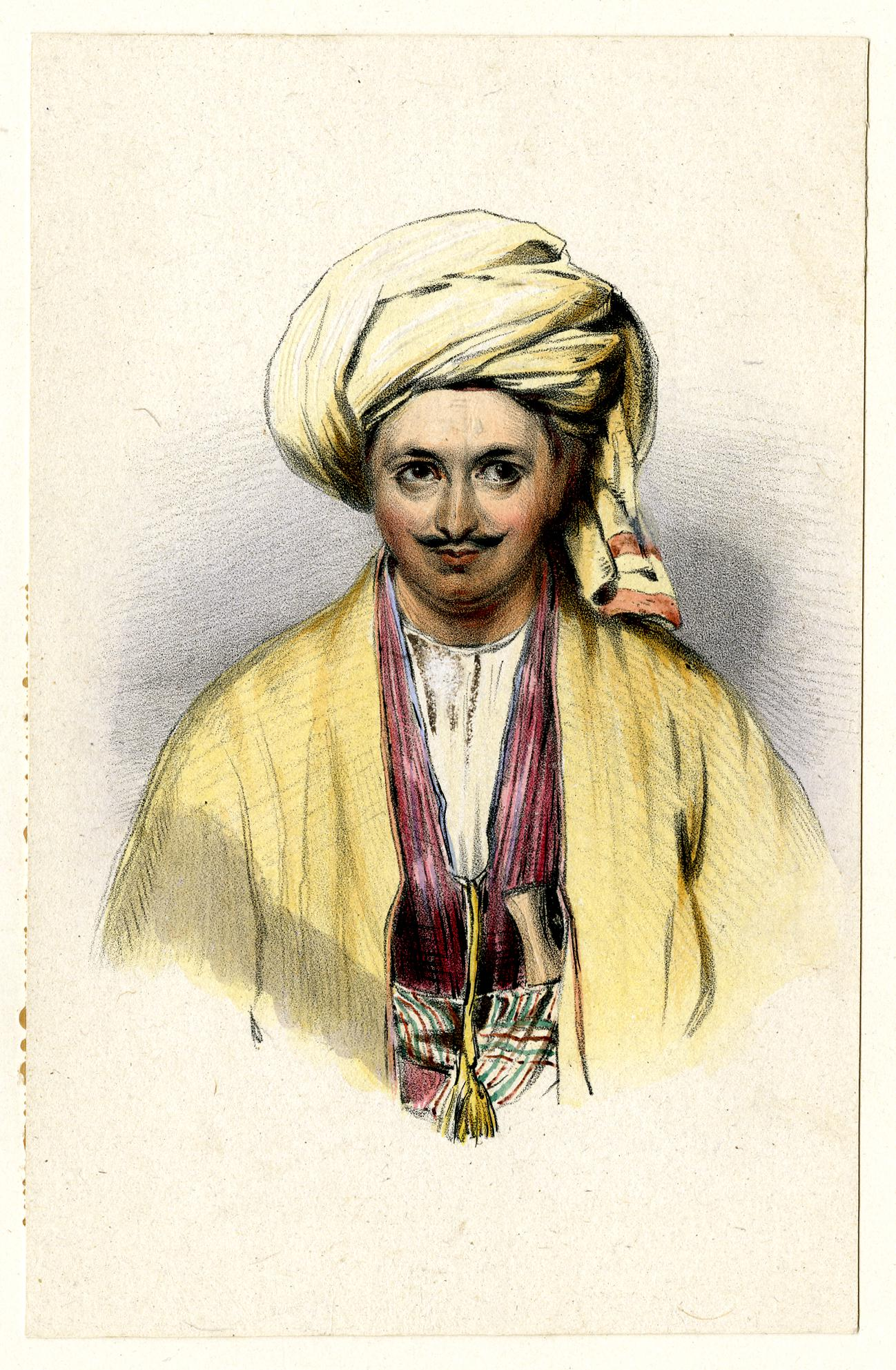
Boceto de Vincent Eyre

Alexander Burnes nació en  Montrose, Escocia, del hijo del rector local, que era primo hermano del poeta Robert Burns.  A la edad de dieciséis años, Alexander se unió al ejército de la Compañía Británica de las Indias Orientales y mientras servía en la India, aprendió urdu y persa, y obtuvo un nombramiento como intérprete en Surat en 1822. Transferido a Kutch en 1826, como asistente del agente político, se interesó por la historia y la geografía del noroeste de la India y de los países adyacentes, que aún no habían sido explorados a fondo por los británicos; luego se fue a Afganistán.

## Exploración
Afganistán era entonces uno de los reinos más remotos y empobrecidos del mundo, que se encontraba entre los dos imperios rivales británico y ruso. El control británico en la India hacía que los rusos sospecharan sobre su intención de desplazarse hacia el norte a través de Afganistán; a la inversa, los británicos temían que Rusia buscara acceder a la India. Sintiendo que los dos imperios colisionarían en Afganistán, el gobierno británico necesitaba labores de inteligencia y envió a Burnes para conseguirla. En 1831, viajando disfrazado, Burnes examinó la ruta a través de Kabul hasta Bujará y elaboró los primeros relatos detallados de la política afgana.
Su propuesta en 1829 de emprender un viaje de exploración a través del valle del río Indo fue aprobada y en 1831 sus estudios y los de Henry Pottinger del río Indo prepararían el camino para un futuro asalto al Sindh para despejar un camino hacia Asia Central.  Ese mismo año llegó a Lahore con un presente de unos caballos del rey Guillermo IV al maharajá Ranjit Singh. Los británicos afirmaban que los caballos no sobrevivirían a un viaje por tierra, por lo que se les permitió transportar los caballos por el Indo y aprovecharon la oportunidad para inspeccionar secretamente el río. A pesar de la presión de sus superiores, Burnes rechazó una escolta militar en su viaje por el Indo, temiendo que su presencia hiciera que la población nativa concluyera que los británicos tenían la intención de organizar una invasión. En cambio, Burnes viajó solo con otro oficial británico, el alférez  J.D. Leckie, y periódicamente alistaban a miembros de las comunidades nativas para tripular y navegar en su convoy. Al hacer esto, Burnes desarrolló vínculos estrechos con los líderes y gobernadores locales en ciudades a lo largo del Indo. Sus inmensas habilidades en la diplomacia y el conocimiento de las costumbres locales y los ritos de adulación le permitieron viajar a través de áreas del Indo previamente cerradas a los europeos, como Thatta, Hyderabad, Bukkur y Shujabad, entre otras.
En octubre de 1831, Burnes coordinó la primera reunión del maharajá Ranjit Singh con un comandante en funciones de las fuerzas británicas en la India, el gobernador general Lord William Bentinck. La asamblea tuvo lugar en el pueblo de Rupur a orillas del río Sutlej del 22 al 26 de octubre. Al evento asistieron numerosos agregados políticos británicos y subalternos, incluidos Bentinck, el general John Ramsay y H.T. Prinsep. El evento también estuvo marcado por la muestra abierta del maharajá del diamante Koh-i-Noor, que presentó para una inspección libre por parte de los asistentes británicos (la joya finalmente pasaría a manos de la Familia Real Británica y se colocaría en la corona de la reina Alexandra ).
Tras la cumbre de Rupur, Burnes estableció una breve residencia en Delhi de noviembre a diciembre de 1831. Fue en Delhi donde, el 19 de diciembre, Burnes estableció contacto por primera vez con su futuro compañero de viaje Mohan Lal. Mientras visitaba una escuela hindú en los terrenos de la tumba de Humayun, Burnes fue testigo de una recitación de Lal sobre el desmembramiento de Polonia, y quedó tan impresionado con el conocimiento del joven de la geografía occidental que le invitó a viajar con él a Tartaria. Desde Delhi, Burnes viajó luego a Ludhiana, donde recibió permiso para continuar en sus viajes a Asia Central.
En los años siguientes, en compañía de Mohan Lal, continuó sus viajes a través de Afganistán cruzando el Hindu Kush hasta Bujará (en lo que hoy es Uzbekistán) y Persia.
La narrativa que publicó en su visita a Inglaterra en 1834 contribuyó enormemente al conocimiento contemporáneo de esos países y fue uno de los libros más populares de la época. (Se volvió a publicar en 2012.) La primera edición le valió al autor £800, y sus servicios fueron reconocidos no solo por la Royal Geographical Society de Londres, sino también por la Société de Géographie de París. También fue elegido miembro de la Royal Society el mismo año. El prestigioso Athenaeum Club de Londres lo admitió sin votación. Poco después de su regreso a la India en 1835, fue nombrado miembro de la corte de Sindh para asegurar un tratado para la navegación del Indo y en 1836 emprendió una misión política a Dost Mohammed Khan en Kabul.

## Primera guerra anglo-afgana
Aconsejó a Lord Auckland que apoyara a Dost Mohammed en el trono de Kabul, pero el virrey prefirió seguir la opinión de sir William Hay Macnaghten y reinstaló a Shuja Shah, lo que condujo a los desastres de la primera guerra anglo-afgana. Tras la restauración de Shuja Shah en 1839, Burnes se convirtió en agente político habitual en Kabul. Fue nombrado caballero por la reina Victoria el 6 de agosto de 1838, mientras servía en la 21.ª Infantería nativa de la India en una misión en Afganistán,, y permaneció allí hasta su asesinato en 1841, durante una insurrección en la que también murió su hermano menor, Charles. La tranquilidad con la que continuó en su puesto a pesar de la amenaza a su vida, y tras la muerte de su asistente político, el mayor William Broadfoot, le valió una reputación heroica.
En 1860 salió a la luz que algunos de los despachos de Burnes desde Kabul en 1839 habían sido alterados para transmitir opiniones que no habían sido suyas, pero Lord Palmerston se negó después de tanto tiempo a acceder a la investigación exigida en la Cámara de los Comunes. Un relato de sus trabajos posteriores se publicó en 1842 con el título de  Cabool: A Personal Narrative of a Journey to, and Residence in that City, in the Years 1836, 7, and 8.

## Meses finales y muerte
El 7 de agosto de 1839, el gobierno británico restauró al líder afgano Shuja Shah en el trono en Kabul después de un exilio de más de treinta años. Shujah, esencialmente un títere de la administración británica, había vivido como pensionista de la corona durante la totalidad de su exilio y era considerado el candidato más complaciente y dispuesto a cooperar con los intereses británicos en la región. Burnes, habiendo considerado durante mucho tiempo a Shujah no apto para gobernar, había implorado al entonces gobernador general Lord Auckland que respaldara a Dost Mohammed Khan a acceder al trono. Sus recomendaciones fueron desatendidas y, el 3 de noviembre de 1840, Dost Mohammed se rindió a las fuerzas británicas y se exilió en la India. A pesar de su vacilación en respaldar a Shujah, Burnes, junto con sir William McNoughten, se instaló en Kabul como oficiales políticos residentes, una posición de la que el mismo Burnes se resentía, llamándose a sí mismo «un holgazán altamente pagado».
En Kabul, el reinado de Shuja Shah estuvo marcado por la tiranía y la pobreza generalizada entre el pueblo afgano. Shuja anunció que consideraba a su propia gente como «perros» a los que había que enseñar a ser obedientes a su amo, y pasó su tiempo exigiendo una sangrienta venganza contra los afganos que sentía que lo habían traicionado. Al mismo tiempo, un gran número de oficiales británicos, sus esposas, hijos y personal, se habían trasladado a Kabul debido a las temperaturas favorables, habiendo estado previamente estacionados en las llanuras cálidas y secas del Hindustan. La afluencia británica trajo consigo una gran cantidad de costumbres foráneas como el cricket, el patinaje y la carrera de obstáculos. El aumento repentino de la población de la ciudad hizo que los precios de los alimentos y sw los productos en los bazares se dispararan, al mismo tiempo que Shujah había aumentado considerablemente los impuestos sobre la población, lo que provocó una depresión económica a gran escala entre las clases bajas.
A instancias de Shuja Shah, las tropas británicas e indias habían acordado trasladar su campamento fuera de las murallas de la ciudad, estableciendo una serie de acantonamientos fuera de la ciudad. Sin embargo, Burnes optó por permanecer en el corazón de la ciudad vieja y se instaló en una casa amurallada con un puñado de otros oficiales superiores, incluido su hermano, el teniente Charles Burnes y el mayor William Broadfoot. El 1 de noviembre de 1841, Burnes fue abordado por su antiguo compañero de viaje Mohan Lal que le informó de un complot para matarlo, instándolo a huir de la ciudad. Como representante de Gran Bretaña en Kabul, era a Burnes a quien muchos afganos consideraban responsable de la decadencia financiera y religiosa de la ciudad. Confiado en que podría resolver cualquier problema potencial, Burnes decidió quedarse en Kabul en contra del consejo de su amigo. Esa noche, un pequeño grupo de hombres comenzó a movilizar una turba por la ciudad. El grupo, originalmente una pequeña contingencia directamente opuesta a la presencia de Burnes, logró aumentar su número al difundir el mensaje de que el edificio adyacente a la casa de Burnes se usaba como tesorería de la guarnición, con lo que pagaban a todas las fuerzas británicas en Kabul.
Al anochecer, una gran multitud se había reunido en el patio de la casa de Burnes. Burnes envió a un corredor a los acantonamientos pidiendo ayuda inmediata, antes de salir a su balcón para intentar razonar con la multitud. Según se informó, la asistencia del ejército británico se retrasó debido a una serie de discusiones internas entre los oficiales superiores allí sobre la mejor manera de responder a la amenaza. La situación con los alborotadores continuó deteriorándose cuando prendieron fuego a los establos del complejo. Se disparó un solo tiro desde la multitud y el mayor Broadfoot, de pie junto a Burnes en el balcón, fue asesinado.
Ahora seguro de que ya no había posibilidad de rescate, Charles Burnes salió, armado, al patio, matando a seis hombres antes de ser asesinado a golpes. El propio Burnes salió desarmado para enfrentarse a la multitud. Según se informó, se ató un paño negro alrededor de los ojos para no ver de dónde venían los golpes, en cuestión de minutos también fue golpeado y asesinado a golpes por la turba. Al día siguiente, la cabeza de Burnes, junto con las cabezas del mayor Broadfoot y del teniente Charles Burnes, fue picada y exhibida en la plaza del mercado.
Los hechos ocurrieron a tan solo media hora de marcha de donde estaban estacionadas las tropas británicas. Un joven oficial, que registró el evento en su diario, señaló: «Cuando 300 hombres hubieran sido suficientes por la mañana, 3000 no hubieran sido suficientes por la tarde».

## Legado
Se le conmemora en el nombre de Laticilla burnesii, la prinia de Burnes.

## Publicaciones
- Burnes, Alexander (1834). Travels into Bokhara. Being an account of a Journey from India to Cabool, Tartary and Persia. Also, narrative of a Voyage on the Indus from the Sea to Lahore I (1 edición). London: John Murrary.

- Burnes, Alexander (1835). Travels into Bokhara. Being an account of a Journey from India to Cabool, Tartary and Persia. Also, narrative of a Voyage on the Indus from the Sea to Lahore I (2 edición). London: John Murrary. doi:10.11588/diglit.15172.

- Burnes, Alexander (1834). Travels into Bokhara. Being an account of a Journey from India to Cabool, Tartary and Persia. Also, narrative of a Voyage on the Indus from the Sea to Lahore II (1 edición). London: John Murrary.

- Burnes, Alexander (1835). Travels into Bokhara. Being an account of a Journey from India to Cabool, Tartary and Persia. Also, narrative of a Voyage on the Indus from the Sea to Lahore II (2 edición). London: John Murrary. doi:10.11588/diglit.15173.

- Burnes, Alexander (1834). Travels into Bokhara. Being an account of a Journey from India to Cabool, Tartary and Persia. Also, narrative of a Voyage on the Indus from the Sea to Lahore III (1 edición). London: John Murrary.

- Burnes, Alexander (1835). Travels into Bokhara. Being an account of a Journey from India to Cabool, Tartary and Persia. Also, narrative of a Voyage on the Indus from the Sea to Lahore III (2 edición). London: John Murrary. doi:10.11588/diglit.15174.

- Burnes, Alexander (2012).  Hopkirk, Kathleen, ed. Travels into Bokhara: A Voyage up the Indus to Lahore and a Journey to Cabool, Tartary & Persia. Eland. ISBN 978-1906011710.
- Burnes, Alexander (1836–1838). «On the Commerce of Shikarpoor and Upper Scinde». Transactions of the Bombay Geographical Society. I (Reprint 1844): 315-326.
- Burnes, Alexander (1842). Cabool. Being a Personal Narrative of a Journey to, and Residence in that City in the years 1836, 7, and 8. London: John Murray.

## Ficción histórica con Burnes
- Fraser, George MacDonald, Flashman. 1969.
- Hensher, Philip, The Mulberry Empire. 2002.
- Henty, G. A., To Herat and Cabul, A Story of the First Afghan War. 1902.
- Assassin's Creed Chronicles: India